# Cécile La Grenade
Cécile Ellen Fleurette La Grenade (30 de diciembre de 1952) es una política y científica granadina que se ha desempeñado como Gobernadora general de Granada desde 2013.

## Vida
La Grenade nació en La Borie, situada en Parroquia de Saint George (Granada). Es la tercera de cinco hermanos, provenientes de una familia de empresarios y profesores. Su abuela materna Eva Mary Louise Ollivierre-Sylvester fue la primera mujer de los territorios británicos de los estados del Caribe Oriental en pertenecer al Consejo Legislativo de Granada en el año 1952 tras aprobarse el derecho de voto de la mujer.
Cécile La Grenade se trasladó a Estados Unidos, donde pasó su infancia y realizó parte de sus estudios.
Primero se licenció en Química en la rama científica de la Tecnología de los alimentos por la Universidad de las Indias Occidentales de Jamaica, y posteriormente realizó un posgrado en el grado de la maestría y un doctorado en Ciencias de la Alimentación por la Universidad de Maryland de Estados Unidos.
Tras haber finalizado sus estudios en el año 1992 regresó a Granada, donde se hizo cargo de la gestión en la empresa de producción de productos con nuez moscada fundada por su madre Sybil La Grenade.
En esa época decidió entrar en el mundo de la política, ocupando su primer puesto como Líder de la Comisión de Administración Pública de Granada, encargada de supervisar a todos los funcionarios públicos del país.
El 9 de abril del año 2013, fue elegida Gobernadora General de Granada, siendo investida el 7 de mayo del mismo año y sucediendo en el cargo al anterior Gobernador General Carlyle Arnold Glean. Se convirtió así en la primera mujer Gobernadora General de Granada.

## Premios y condecoraciones
- 2013, Gran Comendadora de la Orden del Imperio Británico.
- 14 de mayo de 2013, Dama gran cruz de la Orden de San Miguel y San Jorge,  por la Reina Isabel II.